# Kongeå
Kongeå (německy Königsau) je řeka v Dánsku. Pramení u města Vejen, protéká jižní částí Jutska a vlévá se do Waddenzee nedaleko Ribe. Je dlouhá okolo 50 km a její povodí má rozlohu 455 kilometrů čtverečních. Na dolním toku je splavná. Řeka se využívá k zavlažování okolních luk.
Ve středověku se nazývala Skodborg Å podle královského hradu Skodborghus a je zmiňována v sáze Heimskringla jako místo, kde Magnus I. Norský porazil Slovany. Po dánsko-německé válce v roce 1864 řeka tvořila jižní hranici Dánska až do roku 1920, kdy Šlesvické plebiscity rozhodly o návratu ztraceného území.